# 察汗淖 (杭锦旗)
察汗淖也作昌汗淖、查干淖尔，是一个位于中国内蒙古自治区鄂尔多斯市杭锦旗伊和乌素苏木境内的内流盐湖，地处伊和乌素苏木政府驻地以东约41千米，湖泊水面高程1197.0米，湖长8.5千米，最大宽3.8千米，平均宽2.1千米，水面面积为18.0平方千米。
在2022年杭锦旗划定的主要河湖管理范围的公告中，察汗淖管理范围边界线长度为36.42千米。在2021年公布的杭锦旗乡镇级、村级河（湖）长名录表中，察汗淖乡镇级湖长为伊和乌素苏木三级主任科员敖特更纳，村级湖长为巴音嘎查党支部书记、嘎查委会主任孟克宝乐德。